# Studium der Pferdewirtschaft und Pferdewissenschaften
Das Studium der Pferdewirtschaft bzw. Pferdewissenschaften bezeichnet die akademische Ausbildung an einer Universität, Fachhochschule sowie weiterhin Berufsakademie im Bereich Pferdewirtschaft oder Pferdewissenschaften (Hippologie).

## Inhalte des Studiums
Grundsätzlich gemein haben alle Studiengänge der Pferdewirtschaft an den verschiedenen Standorten eine agrarspezifische Grundlage, wohingegen Studiengänge der Pferdewissenschaft meist auf einem tiermedizinischen Hintergrund begründet sind. Dies ergibt sich aus der engen Verknüpfung vom Agrar- bzw. Tiermedizin und Pferdesektor. Alle Standorte haben einen Praxisbezug, verlangen Praktika und Projektarbeiten. Neben den pferdespezifischen Fächern, wie Fütterung, Zucht, Haltung und Ausbildung, gehört auch die Veterinärmedizin zu den Grundlagen, die vermittelt werden. Darüber hinaus erlangen die Studierenden Erkenntnisse sowohl aus dem betriebswirtschaftlichen als auch aus dem volkswirtschaftlichen Bereich.

## Standorte in Deutschland
Vor dem Jahr 2006 gab es im Pferdesektor nur die Ausbildung zum Pferdewirt. Seitdem gibt es die zusätzliche Möglichkeit ein Studium im Agrarbereich zu absolvieren und sich anschließend auf den Pferdesektor zu spezialisieren. Seit dem Jahr 2006 ist es an verschiedenen Standorten in Deutschland möglich, ein Studium der Pferdewirtschaft/Pferdewissenschaft zu absolvieren.

### Göttingen
Die Universität Göttingen bietet seit 2006 einen Masterstudiengang der Pferdewissenschaften an. Voraussetzung dafür ist ein abgeschlossenes Bachelorstudium in einem artverwandten Fach oder ein gleichwertiger Abschluss. Nach der Regelstudienzeit von vier Semestern wird der Abschluss Master of Science erworben. Das Studium beschäftigt sich mit verschiedenen Schwerpunkten aus dem Pferdebereich in Theorie und Praxis und kann durch eine fachübergreifende Komponente ergänzt werden.
Studienschwerpunkte in Göttingen:
- Spezielle berufliche Weiterbildung über Praxismodule „Richter, Trainer, Management“.
- Vertiefung der Hauptfachgebiete Pferdezucht, -haltung, -fütterung, -gesundheit, -ausbildung.
- BWL und Unternehmensführung soll Betriebsleiterqualifikationen weiter verbessern.
- Im letzten Studienabschnitt kann durch Wahlfächer ein Schwerpunkt gesetzt werden.

### Berlin
Die Freie Universität Berlin bietet ab dem Wintersemester 2014/2015 einen Bachelorstudiengang der Pferdewissenschaften an. Schwerpunkte werden auf Ethologie, pferdegerechte Ausbildung und Pferdezucht gelegt. Ein großer Teil der Seminare und Übungen wird praxisnah im eigenen Pferdezentrum Bad Saarow mit EU-Besamungs- und Embryotransferstation durchgeführt. Nach sechs Semestern Regelstudienzeit wird der Abschluss Bachelor of Science erworben. Die Studenten haben die Möglichkeit im Pferdezentrum Bad Saarow auch eigene Pferde einzustellen.

### Osnabrück
An der Hochschule Osnabrück gibt es seit 2008 die Vertiefung „Pferdemanagement“ im Bachelorstudium Landwirtschaft. Die Regelstudienzeit beträgt sechs Semester. In den ersten drei Semestern werden landwirtschaftliche Grundlagen vermittelt. Ab dem vierten Semester erfolgt die Spezialisierung über die Vertiefung „Pferdemanagement“. Die Studierenden lernen ab diesem Zeitpunkt die Grundlagen im Pferdebereich und können über Wahlfächer eigene Schwerpunkte setzen. Mit dem erfolgreichen Absolvieren der sechs Semester erwerben die Studierenden den Abschluss Bachelor of Science.
Studienschwerpunkte in Osnabrück:
- Die ersten drei Semester beinhalten ein landwirtschaftliches Grundlagenstudium, da die Pferdewirtschaft eng mit der Landwirtschaft verknüpft ist.
- Das Fach „Pferdemanagement“ setzt Schwerpunkte im Bereich der Unternehmensführung und beinhaltet praktische Projekte.

### Nürtingen
Das Bachelorstudium Pferdewirtschaft gibt es seit dem Jahr 2009 in Nürtingen an der Hochschule für Wirtschaft und Umwelt. Nach sieben Semestern Regelstudienzeit wird der Abschluss Bachelor of Science erworben. Die ersten drei Semester dienen der Vermittlung von Grundlagen. Im vierten Semester ist ein zwanzigwöchiges Praktikum auf einem Betrieb oder in einem Unternehmen vorgesehen. Anhand von Wahlpflichtfächern und Praxismodultagen werden im Vertiefungsstudium (Semester 5–7) Schwerpunkte gesetzt. Die Hochschule Nürtingen arbeitet mit dem Haupt- und Landgestüt Marbach, dem Kompetenzzentrum Pferd Baden-Württemberg und der Universität Hohenheim zusammen. Auf dem hochschuleigenen Versuchsgut Jungborn können die Studierenden ihre eigenen Pferde in Paddockboxen unterbringen.
Studienschwerpunkte in Nürtingen:
- Nürtingen vermittelt landwirtschaftliche Grundlagen und spezifisches Fachwissen im Pferdebereich.
- Schwerpunkte werden auf Pferdefütterung, -zucht und -ausbildung gelegt
- Das Studium ist infolge einer Vielzahl von Wirtschaftsmodulen (Controlling, VWL, BWL, Agrarpolitik, Investition u. Finanzierung, Marketing, …) ökonomisch ausgelegt und soll insbesondere für Managementtätigkeiten qualifizieren

## Standorte in Europa
Das europäische Ausland hat sich das Thema Pferd zum Teil schon früher als Deutschland zum Studiengegenstand gemacht. Studiengänge Equine Science gibt es auch in den Niederlanden und Großbritannien.

### Schweiz
In der Schweiz kann seit 2007 in Zollikofen der Studiengang für Agronomie mit Vertiefungsrichtung Pferdewissenschaften belegt werden. 2010 ging die Schweizerischen Hochschule für Landwirtschaft Zollikofen in die Hochschule für Agrar-, Forst- und Lebensmittelwissenschaften, einem Departement der Berner Fachhochschule über und führt seitdem den Bachelor-Studiengang in Agronomie, Vertiefung Pferdewissenschaften weiter.

### Wien
In Kooperation bot die Universität für Bodenkunde und die Veterinärmedizinische Universität in Wien (Österreich) den Bachelorstudiengang Pferdewissenschaften bis zum Studienjahr 2020/21 an. Die reguläre Studienzeit betrug sechs Semester. Während des Studiums waren zudem insgesamt 16 Wochen Praktikum im studienrelevanten Bereich zu absolvieren. In Zusammenarbeit mit dem Haupt- und Landgestüt Neustadt-Dosse wurden die Themenbereiche Zucht, Reproduktion und Ausbildung betrachtet.
Studienschwerpunkte in Wien waren:
- Veterinärmedizinischer und wissenschaftlicher Bereich
- Buchhaltung und Kostenrechnung für Aufgaben in der Verwaltung
- Praktikum während des Studiums
- Individuelle Wahlfächer sind am Ende des Studiums vorgesehen.

### Velp (Niederlande)
Die Hochschule Van Hall Larenstein – University of Applied Science (Niederlande) bietet in Velp in der Nähe von Arnheim als Teil des Studiengangs „Animal Husbandry“ (Tierhaltung) die Studienrichtung „Equine Sports & Business“ an. Dieser englischsprachige Studiengang ist der erste in seiner Richtung und kombiniert Pferdewissenschaften mit Betriebswirtschaftslehre. Die Studenten lernen sowohl mehr über Themen aus der Pferdewissenschaft sowie Fütterung, Zucht, Leistungsphysiologie und Anatomie als auch über Themen aus der Betriebswirtschaftslehre sowie Finanzen, Management, Marketing und Handel. Das Studium dauert 4 Jahre. 

### Dronten (Niederlande)
Die Aeres University of Applied Sciences (Agrar-Hochschule Dronten, die früher CAH Vilentum Dronten hieß) bietet den Studiengang Pferdemanagement mit dem Abschluss Bachelor of Agribusiness und Business Administration an. Der Studiengang ist seit 2008 auch für ausländische Studenten offen und kombiniert die klassische Betriebswirtschaftslehre (BWL und Wirtschaft) mit dem Fächern aus den Pferdewissenschaften. So ist der Student nach Abschluss des Bachelorstudiums für eine Managerfunktion im Pferdesektor vorbereitet oder kann sein eigenes Unternehmen starten. Für eigene Pferde der Studierenden stehen 40 Boxen zur Verfügung. Das Studium ist in acht Semestern zu absolvieren. Im ersten und zweiten Semester ist jeweils ein Praktikum vorgesehen und im siebten und achten Semester erfolgt eine Spezialisierung mit einem Abschlusspraktikum. Durch diverse Berufsprojekte baut der Student schon während des Studiums ein Netzwerk in der Arbeitswelt auf und soll der Übergang in die Arbeitswelt erleichtert werden. Die universitäre Ausbildung in den Niederlanden lässt Studierenden viele Wahlmöglichkeiten. Außerdem bietet die Aeres UAS auch die Möglichkeit das Studium ab dem 2. Jahr auf Englisch zu studieren. In diesen Jahren fokussiert sich der Student auf den internationalen Pferdesektor. Diese zwei Jahre werden auch als unabhängiger Bachelorstudiengang angeboten und nennt sich International Equine Business Management.
Studienschwerpunkte in Dronten sind:
- ökonomische Auslegung des Studiums mit Schwerpunkt auf unternehmerischem Handeln
- „Entwicklung einer eigenen Sichtweise auf den Pferdesektor“
- Persönliche Schwerpunkte können in Projekten, Praktika und Spezialisierungen gesetzt werden.

### Hartpury
Das Hartpury College in England war eine der ersten Einrichtungen, an denen sich Studiengänge rund um das Pferd etabliert haben. Bereits seit 1994 haben Studieninteressierte die Möglichkeit zwischen Equine Business Management, Equine Science und Equestrian Sports zu wählen. Eigene reiterliche Aktivitäten werden gefördert. Mitgebrachten Pferden stehen insgesamt 125 Unterstellmöglichkeiten zur Verfügung. Die Regelstudienzeit beträgt sechs Semester und endet mit dem Titel Bachelor of Arts oder Science. Es gibt Kooperationen mit der University of the West of England und Austauschprogramme mit dem Delaware Valley College in Pennsylvania, Amerika.

### Zollikofen
Die Hochschule für Agrar-, Forst- und Lebensmittelwissenschaften (HAFL) in Zollikofen (Schweiz) – ein Departement der Berner Fachhochschule – bietet seit 2007 im Bachelorstudiengang Agronomie die Vertiefung Pferdewissenschaften an. Das Studium verbindet agronomisches Grund- mit pferdespezifischem Fachwissen. Die Regelstudienzeit beträgt sechs Semester. Studierende ohne landwirtschaftliche Berufserfahrung absolvieren ein einjähriges Vorstudienpraktikum. Die HAFL arbeitet mit dem Schweizerischen Nationalgestüt in Avenches und dem Schweizerischen Institut für Pferdemedizin (ISME) zusammen.
Studienschwerpunkte in Zollikofen:
- Pferdefütterung und Grünlandbewirtschaftung
- Wirtschaft und Recht rund ums Pferd
- Ethologie (Verhaltensbiologie), Pferdehaltung und Ausbildung
- Pferdezucht und Genetik
- Gesundheit und angewandte Krankheitslehre des Pferdes, Hygieneprinzipien

## Berufsfelder
Ziel dieser Studiengänge ist ein Beruf in allen vor- und nachgelagerten Bereichen des Pferde- oder Agrarsektors. Vorrangig werden die Studierenden jedoch für Führungspositionen im Pferdesektor ausgebildet. Die Absolventen dieser Studiengänge sollen den Beruf des Pferdewirts oder Pferdewirtschaftsmeisters ergänzen. Mögliche Arbeitgeber finden sich in folgenden Bereichen:
- Ausrüstungs- und Zubehörindustrie[9]
- Futtermittel- und Pharmaunternehmen
- Öffentlicher Dienst[10]
- Betriebsleitung pferdehaltender Betriebe
- Pferdesport- und Pferdezuchtvereine und -verbände
- Private und staatliche Gestüte
- Touristik- und Veranstaltungsagenturen
- Pferdehaltungstechnik- und Stallbauunternehmen
- Reitschulbetriebe
- Prüfstationen
- Vermarktungsgesellschaften und Auktionszentren
- Event-Marketing
- Versicherungsunternehmen
- Verlagswesen und Fachzeitschriften
- Besamungsstationen
- Gesamte Landwirtschaft, insbesondere Nutztierhaltung

## Verwandte Themen
- Ausbildungsberuf Pferdewirt